# Laub István
Laub István, Laub István Vilmos (Budapest, 1883. május 27. – Budapest, 1935. május 3.) zongorapedagógus.

## Életpályája
Laub János egyházkarnagy és Kirchknopf Anna fia. Chován Kálmán és Koessler János tanítványa volt. Egy rövid ideig a debreceni, 1905-től a kassai városi zeneiskola, 1907-től pedig a Zeneakadémia tanára volt. Hangversenyeken is szerepelt.
52 évesen, 1935. május 3-án hunyt el Budapesten, sírja az Óbudai temetőben található.